# Olympische Sommerspiele 1992/Leichtathletik – Hochsprung (Männer)

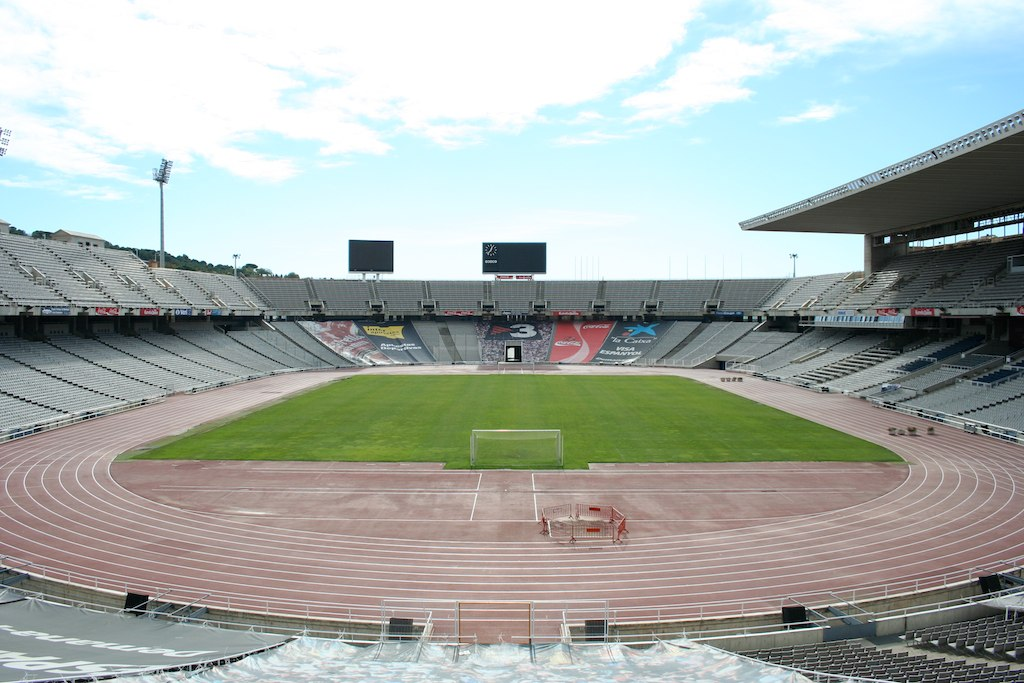
Das Olympiastadion von Barcelona im Jahr 2008

Der Hochsprung der Männer bei den Olympischen Spielen 1992 in Barcelona wurde am 31. Juli und 2. August 1992 im Olympiastadion Barcelona ausgetragen. 43 Athleten nahmen teil.
Olympiasieger wurde der Kubaner Javier Sotomayor. Er gewann vor dem Schweden Patrik Sjöberg. Bei diesem Wettbewerb wurde die Bronzemedaille gleich drei Mal vergeben. Der US-Amerikaner Hollis Conway, der Australier Tim Forsyth und der Pole Artur Partyka erreichten die gleiche Höhe bei der gleichen Anzahl von Fehlversuchen und Höhen.
Für Deutschland gingen Wolf-Hendrik Beyer, Dietmar Mögenburg und Ralf Sonn an den Start. Beyer und Mögenburg scheiterten in der Qualifikation, Sonn erreichte das Finale und wurde Sechster.
Athleten aus der Schweiz, Österreich und Liechtenstein nahmen nicht teil.
Mit Dragutin Topić und Stevan Zorić nahmen zwei serbische Athleten teil. Da Serbien zu der Zeit unter UN-Sanktionen stand und keine Olympiamannschaft entsenden durfte, traten sie als Unabhängige Olympische Teilnehmer an. Als Fahne wurde bei ihnen die olympische Flagge benutzt. Das Kürzel hier lautete IOP (für Individual Olympic Participant).

## Aktuelle Titelträger
| Olympiasieger 1988                      | Hennadij Awdjejenko ( Sowjetunion) | 2,38 m | Seoul 1988            |
| Weltmeister 1991                        | Charles Austin ( USA)              | 2,38 m | Tokio 1991            |
| Europameister 1990                      | Dragutin Topić ( Jugoslawien)      | 2,34 m | Split 1990            |
| Panamerikanischer Meister 1991          | Javier Sotomayor ( Kuba)           | 2,35 m | Havanna 1991          |
| Zentralamerika und Karibik-Meister 1991 | Carlos Arzuaga ( Puerto Rico)      | 2,11 m | Xalapa 1991           |
| Südamerika-Meister 1991                 | Gilmar Mayo ( Kolumbien)           | 2,20 m | Manaus 1991           |
| Asienmeister 1991                       | Lee Jin-taek ( Südkorea)           | 2,22 m | Kuala Lumpur 1991     |
| Afrikameister 1992                      | Yacine Mousli ( Algerien)          | 2,21 m | Belle Vue Maurel 1992 |
| Ozeanienmeister 1990                    | Ray Featherstone ( Neuseeland)     | 2,06 m | Suva 1990             |

## Bestehende Rekorde
| Weltrekord         | 2,44 m | Javier Sotomayor ( Kuba)           | San Juan, Puerto Rico     | 29. Juli 1989      |
| Olympischer Rekord | 2,38 m | Hennadij Awdjejenko ( Sowjetunion) | Finale OS Seoul, Südkorea | 25. September 1988 |

Der bestehende olympische Rekord wurde bei diesen Spielen nicht erreicht. Mit 2,34 m erzielten die ersten Fünf im Finale die beste Höhe dieses Wettbewerbs. Sie blieben damit vier Zentimeter unter dem Olympia- und zehn Zentimeter unter dem Weltrekord.

## Legende
Kurze Übersicht zur Bedeutung der Symbolik – so üblicherweise auch in sonstigen Veröffentlichungen verwendet:
| – | verzichtet   |
| o | übersprungen |
| x | ungültig     |

## Qualifikation
Datum: 31. Juli 1992, 18:10 Uhr
Für die Qualifikation wurden die Athleten in zwei Gruppen gelost. Die Qualifikationshöhe für den direkten Finaleinzug betrug 2,29 m. Da nur zwei Sportler diese Höhe bewältigten (hellblau unterlegt), wurde das Finalfeld mit den nächstbesten Springern beider Gruppen aufgefüllt (hellgrün unterlegt). So gab es schließlich vierzehn Finalteilnehmer und übersprungene 2,26 m reichten aus, um den Endkampf zu erreichen. Die Teilnehmer der Qualifikationsgruppe B, die 2,26 m übersprungen hatten, verzichteten in Kenntnis der Ausgangslage auf ihre Versuche über 2,29 m.

### Gruppe A

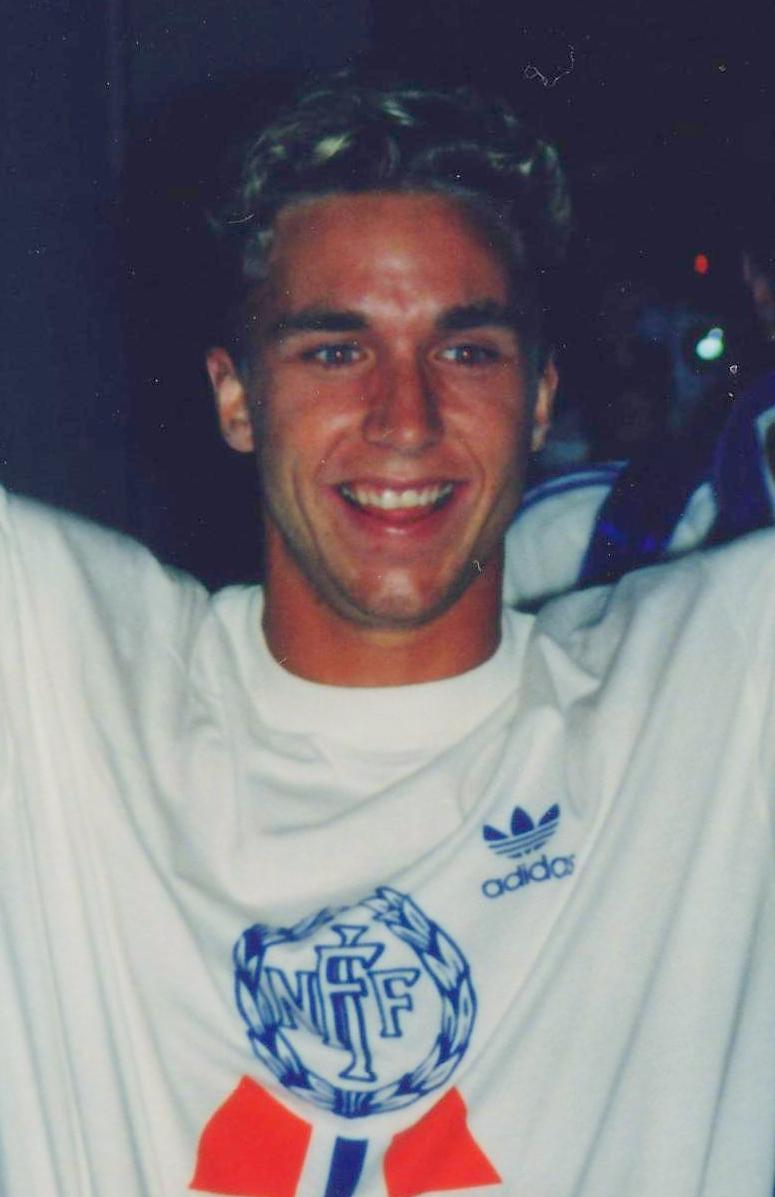
Steinar Hoen – ausgeschieden mit 2,23 m

| Platz | Name                 | Nation                   | 2,00 m | 2,05 m | 2,10 m | 2,15 m | 2,20 m | 2,23 m | 2,26 m | 2,29 m | Höhe   |
| ----- | -------------------- | ------------------------ | ------ | ------ | ------ | ------ | ------ | ------ | ------ | ------ | ------ |
| 1     | Javier Sotomayor     | Kuba                     | –      | –      | –      | –      | o      | –      | o      | –      | 2,26 m |
| 2     | Sorin Matei          | Rumänien                 | –      | –      | –      | xo     | o      | xo     | o      | –      | 2,26 m |
| 3     | Hollis Conway        | USA                      | –      | –      | –      | o      | o      | o      | xo     | –      | 2,26 m |
| 4     | Georgi Dakow         | Bulgarien                | –      | –      | –      | o      | xo     | xo     | xo     | –      | 2,26 m |
| 5     | Artur Partyka        | Polen                    | –      | –      | o      | –      | o      | –      | xxo    | –      | 2,26 m |
| 6     | Tim Forsyth          | Australien               | –      | –      | –      | –      | xo     | o      | xxo    | –      | 2,26 m |
| 7     | Steinar Hoen         | Norwegen                 | –      | –      | –      | o      | o      | xo     | xxx    |        | 2,23 m |
| 8     | Ian Thompson         | Bahamas                  | –      | –      | –      | xo     | o      | xxo    | xxx    |        | 2,23 m |
| 9     | Darrin Plab          | USA                      | –      | –      | –      | xxo    | xo     | xxo    | xxx    |        | 2,23 m |
| 10    | Lee Jin-taek         | Südkorea                 | –      | –      | –      | –      | o      | -      | xxx    |        | 2,20 m |
| 11    | Juri Sergijenko      | EUN                      | –      | –      | o      | xo     | xo     | xxx    |        |        | 2,20 m |
| 12    | Wolf-Hendrik Beyer   | Deutschland              | –      | –      | –      | o      | xxo    | xxx    |        |        | 2,20 m |
| 13    | Xu Yang              | Volksrepublik China      | –      | o      | xo     | o      | xxo    | xxx    |        |        | 2,20 m |
| 14    | Dietmar Mögenburg    | Deutschland              | –      | –      | –      | o      | xxx    |        |        |        | 2,15 m |
| 14    | Arturo Ortiz         | Spanien                  | –      | –      | –      | o      | -      | xxx    |        |        | 2,15 m |
| 16    | Dalton Grant         | Großbritannien           | –      | –      | –      | xo     | xxx    |        |        |        | 2,15 m |
| 16    | Stevan Zorić         | IOP                      | –      | –      | –      | xo     | -      | xxx    |        |        | 2,15 m |
| 18    | Kosmas Michalopoulos | Griechenland             | –      | –      | o      | –      | xxx    |        |        |        | 2,10 m |
| 18    | Khemraj Naïko        | Mauritius                | –      | –      | o      | xxx    |        |        |        |        | 2,10 m |
| 18    | Hossein Shahyan      | Iran                     | –      | –      | o      | xxx    |        |        |        |        | 2,10 m |
| 21    | Karl Scatliffe       | Britische Jungferninseln | o      | o      | xo     | xxx    |        |        |        |        | 2,10 m |
| 22    | Hilaire Onwanlélé    | Gabun                    | –      | o      | xxx    |        |        |        |        |        | 2,05 m |

### Gruppe B
| Platz | Name                        | Nation         | 2,00 m | 2,05 m | 2,10 m | 2,15 m | 2,20 m | 2,23 m | 2,26 m | 2,29 m | Höhe   |
| ----- | --------------------------- | -------------- | ------ | ------ | ------ | ------ | ------ | ------ | ------ | ------ | ------ |
| 1     | Marino Drake                | Kuba           | –      | –      | –      | o      | –      | xxo    | xo     | xo     | 2,29 m |
| 2     | Steve Smith                 | Großbritannien | –      | –      | –      | o      | –      | o      | xxo    | xxo    | 2,29 m |
| 3     | Charles Austin              | USA            | –      | –      | –      | –      | o      | –      | o      | x–     | 2,26 m |
| 3     | Patrik Sjöberg              | Schweden       | –      | –      | –      | –      | –      | o      | o      | x–     | 2,26 m |
| 3     | Dragutin Topić              | IOP            | –      | –      | –      | –      | o      | –      | o      |        | 2,26 m |
| 6     | Ralf Sonn                   | Deutschland    | –      | –      | –      | o      | xo     | o      | o      | –      | 2,26 m |
| 7     | Gustavo Becker              | Spanien        | –      | –      | –      | xo     | xo     | –      | o      |        | 2,26 m |
| 8     | Troy Kemp                   | Bahamas        | –      | –      | –      | –      | o      | -      | xo     | x-     | 2,26 m |
| 9     | Brendan Reilly              | Großbritannien | –      | –      | o      | o      | xo     | xxo    | xxx    |        | 2,23 m |
| 10    | Lambros Papakostas          | Griechenland   | –      | –      | –      | –      | o      | -      | xxx    |        | 2,20 m |
| 10    | Håkon Särnblom              | Norwegen       | –      | –      | o      | o      | o      | -      | xxx    |        | 2,20 m |
| 12    | Igor Paklin                 | EUN            | –      | –      | –      | –      | xo     | -      | xxx    |        | 2,20 m |
| 12    | Lochsley Thomson            | Australien     | –      | –      | o      | –      | xo     | -      | xxx    |        | 2,20 m |
| 14    | David Anderson              | Australien     | –      | –      | o      | xo     | xxx    |        |        |        | 2,15 m |
| 15    | Alex Zaliauskas             | Kanada         | –      | –      | o      | xxo    | xxx    |        |        |        | 2,15 m |
| 16    | Abdullah Mohamed Al-Sheib   | Katar          | –      | o      | o      | xxx    |        |        |        |        | 2,10 m |
| 16    | Danny Beauchamp             | Seychellen     | o      | o      | o      | xxx    |        |        |        |        | 2,10 m |
| 16    | Yacine Mousli               | Algerien       | –      | –      | o      | xxx    |        |        |        |        | 2,10 m |
| 19    | Cho Hyun-uk                 | Südkorea       | –      | –      | xo     | xxx    |        |        |        |        | 2,10 m |
| 20    | Fakhredin Fouad Al-Dien Gor | Jordanien      | o      | xo     | ab     |        |        |        |        |        | 2,05 m |
| NM    | Clarence Saunders           | Bermuda        | –      | -      | –      | xxx    |        |        |        |        | ogV    |

## Finale

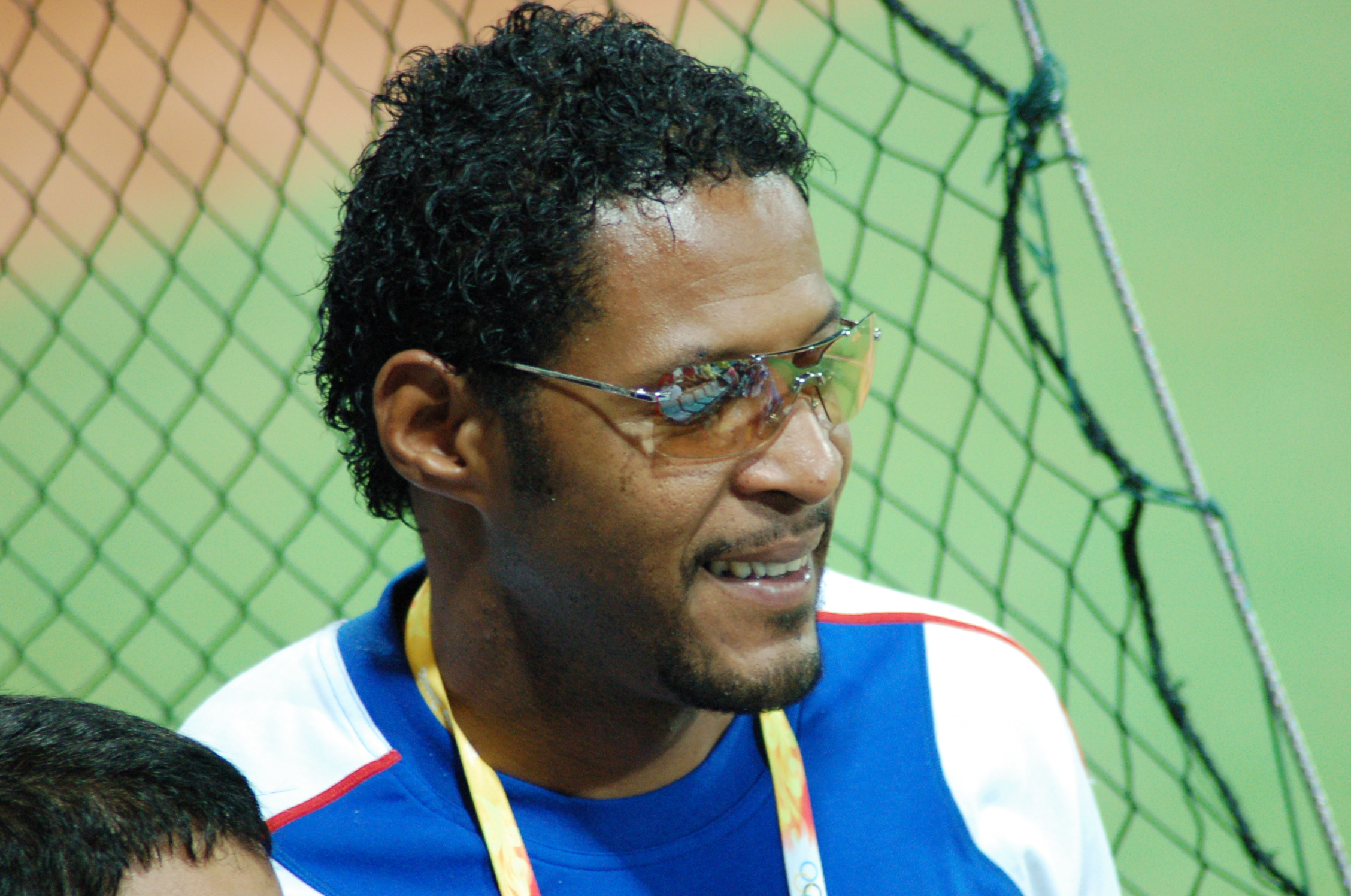
Olympiasieger Javier Sotomayor
(hier in einer Aufnahme des Jahres 2008)

Datum: 2. August 1992, 18:00 Uhr
| Platz | Name             | Nation         | 2,15 m | 2,20 m | 2,24 m | 2,28 m | 2,31 m | 2,34 m | 2,37 m | 2,39 m | Endresultat |
| ----- | ---------------- | -------------- | ------ | ------ | ------ | ------ | ------ | ------ | ------ | ------ | ----------- |
| 1     | Javier Sotomayor | Kuba           | –      | –      | xo     | –      | o      | o      | xx–    | x      | 2,34 m      |
| 2     | Patrik Sjöberg   | Schweden       | –      | –      | o      | –      | o      | xo     | xxx    |        | 2,34 m      |
| 3     | Hollis Conway    | USA            | –      | o      | –      | xo     | –      | xo     | xxx    |        | 2,34 m      |
| 3     | Tim Forsyth      | Australien     | –      | o      | o      | –      | xo     | xo     | xxx    |        | 2,34 m      |
| 3     | Artur Partyka    | Polen          | o      | –      | xo     | –      | o      | xo     | xxx    |        | 2,34 m      |
| 6     | Ralf Sonn        | Deutschland    | –      | o      | o      | o      | o      | xx–    | x      |        | 2,31 m      |
| 7     | Troy Kemp        | Bahamas        | –      | o      | –      | xo     | o      | xxx    |        |        | 2,31 m      |
| 8     | Charles Austin   | USA            | –      | o      | –      | o      | –      | x– –   | xx     |        | 2,28 m      |
| 8     | Marino Drake     | Kuba           | –      | o      | –      | o      | xxx    |        |        |        | 2,28 m      |
| 8     | Dragutin Topić   | IOP            | –      | o      | –      | o      | xx–    | x      |        |        | 2,28 m      |
| 11    | Gustavo Becker   | Spanien        | –      | o      | xo     | o      | xxx    |        |        |        | 2,28 m      |
| 12    | Steve Smith      | Großbritannien | o      | –      | o      | -      | xx–    | x      |        |        | 2,24 m      |
| 13    | Sorin Matei      | Rumänien       | –      | –      | xo     | -      | xxx    |        |        |        | 2,24 m      |
| 14    | Georgi Dakow     | Bulgarien      | o      | o      | xxo    | xxx    |        |        |        |        | 2,24 m      |

Für das Finale hatten sich vierzehn Athleten qualifiziert, nur zwei von ihnen über die gesetzte direkte Qualifikationsmarke, alle anderen über ihre Platzierungen. Im Finale waren jeweils zwei Kubaner und US-Amerikaner sowie je ein Athlet aus Australien, Bahamas, Bulgarien, Deutschland, Polen, Rumänien, Schweden, Spanien, Großbritannien und Serbien als Unabhängiger Olympische Teilnehmer.
Topfavorit war der kubanische Weltrekordler Javier Sotomayor. Weitere Medaillenkandidaten waren vor allem der amtierende Weltmeister Charles Austin aus den USA, der WM-Dritte Hollis Conway, ebenfalls USA, der WM-Vierte Dalton Grant aus Großbritannien und der Weltmeister von 1987 Patrik Sjöberg aus Schweden. Grant allerdings schied bereits in der Qualifikation aus.
Als nach 2,31 m die Sprunghöhe von 2,34 m aufgelegt wurde, waren noch acht Springer im Wettbewerb. Austin hatte 2,31 m ausgelassen. Troy Kemp von den Bahamas scheiterte an 2,34 m. Nach einem Fehlversuch über die nun aufgelegten 2,34 m sparte Austin sich die beiden übrigen Sprünge für 2,37 m auf. Genauso pokerte der Deutsche Ralf Sonn nach zwei Fehlversuchen über diese Höhe. Die nächste Höhe von 2,37 m konnte keiner dieser beiden Springer überwinden. Sowohl Sonn als auch Austin hatten sich verpokert. Conway, der Australier Tim Forsyth und der Pole Artur Partyka rissen ebenso wie Sjöberg dreimal. Sotomayor hatte zwei Fehlversuche und nahm seinen verbliebenen Sprung mit in die nächste Höhe von 2,39 m. Während Sotomayor 2,34 m im ersten Versuch übersprungen hatte, standen bei Sjöberg, Conway, Forsyth und Partyka jeweils ein Fehlversuch zu Buche. Die Entscheidung war damit bereits gefallen. Patrik Sjöberg hatte hinter Sotomayor die Silbermedaille sicher, da er sich keine weiteren Fehlversuche geleistet hatte. Hollis Conway, Tim Forsyth und Artur Partyka lagen gemeinsam auf Platz drei. Alle drei Springer hatten bei früheren Höhen einen weiteren Fehlversuch gehabt. Somit gingen drei Bronzemedaillen an diese Sportler. Javier Sotomayor riss zum Schluss die Latte bei seinem letzten Versuch über 2,39 m – aber er war ja bereits Olympiasieger.
Javer Sotomayor war der erste kubanische Olympiasieger und Medaillengewinner im Hochsprung.

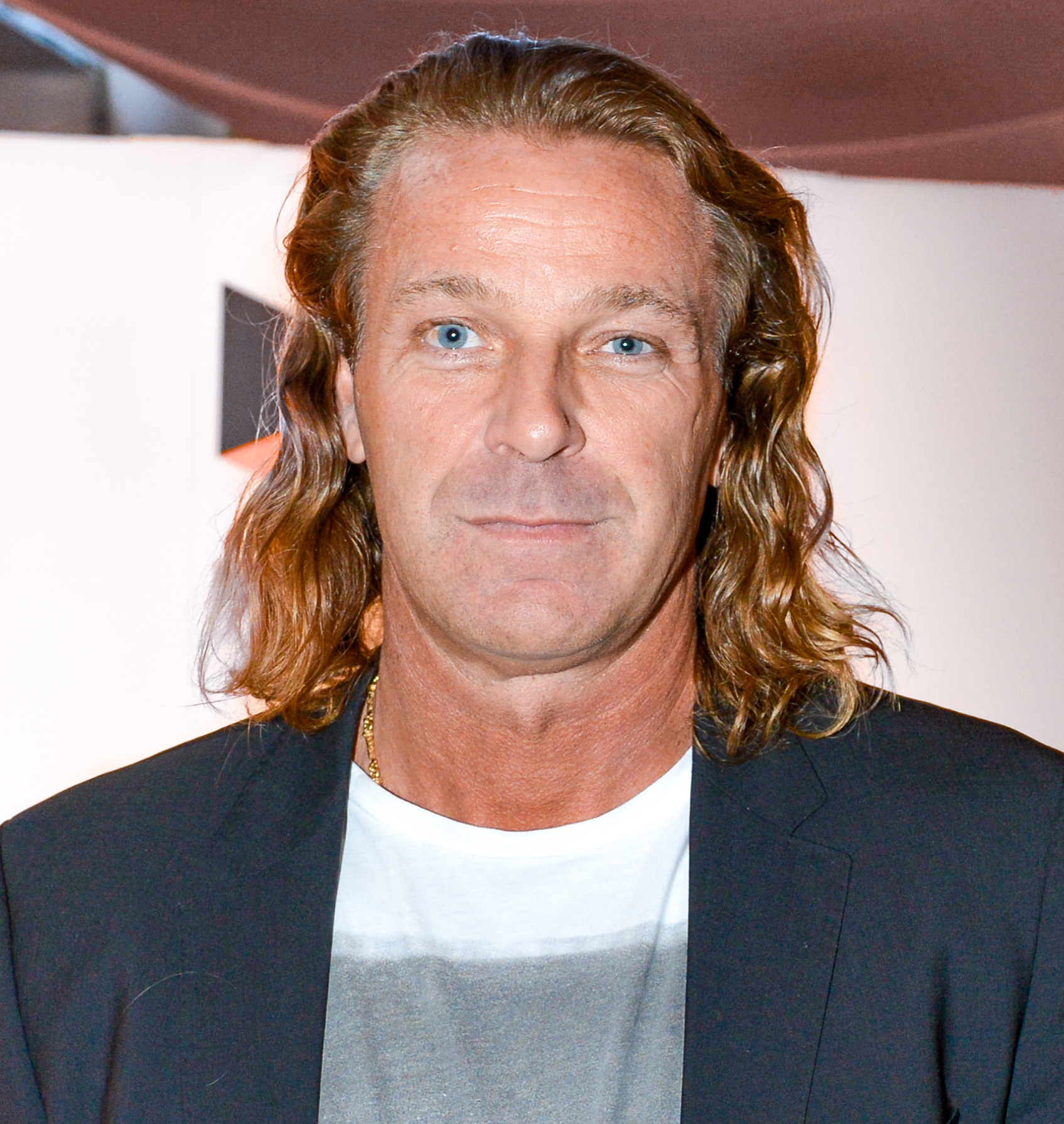
Silbermedaillengewinner Patrik Sjöberg (Aufnahme von 2013)
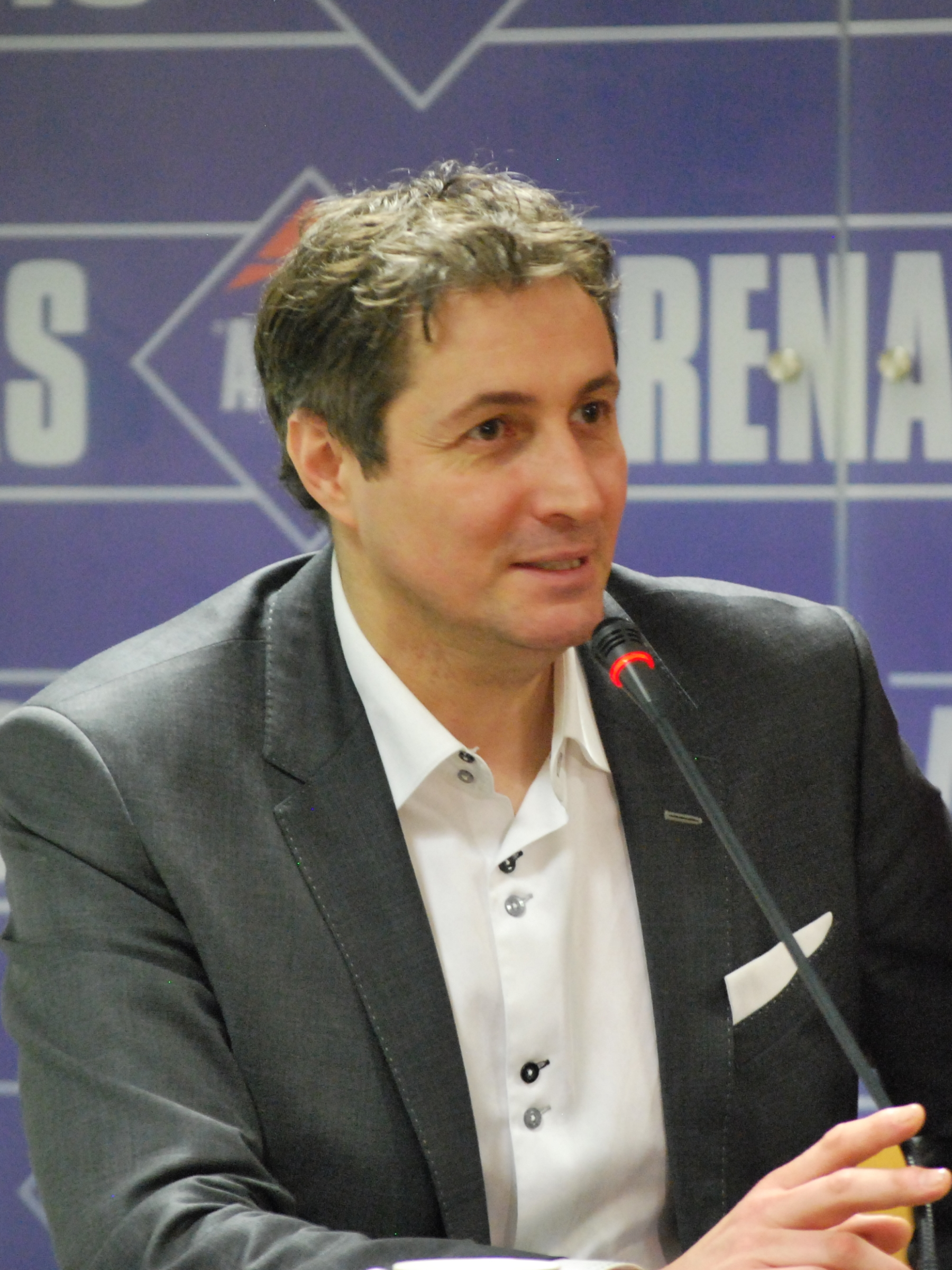
Artur Partyka (Foto: 2015) war einer von drei Bronzemedaillengewinnern
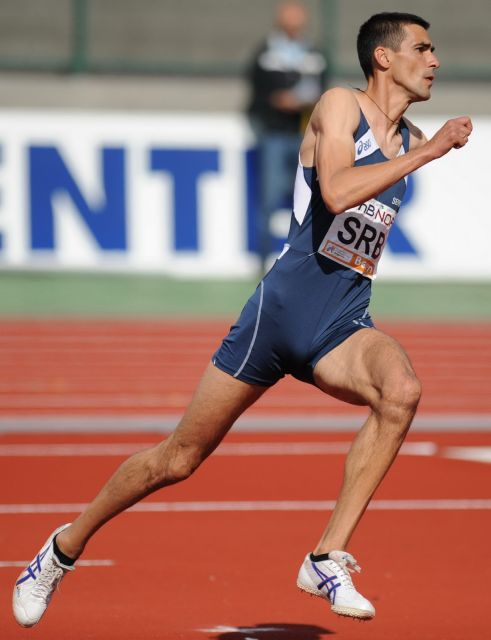
Dragutin Topić belegte den geteilten Rang acht
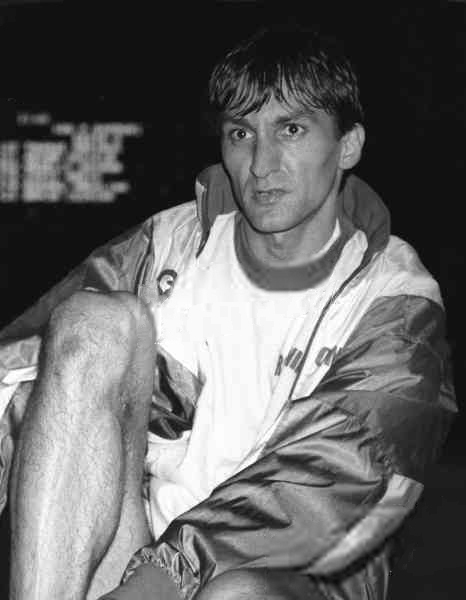
Sorin Matei erreichte Platz dreizehn

## Videolinks
- Men's High Jump - 1992 Olympic Games, youtube.com, abgerufen am 19. Dezember 2021
- Men's High Jump Final Barcelona Olympics 1992, youtube.com, abgerufen am 11. Februar 2018
- 3912 Olympic Track & Field 1992 High Jump Men Patrick Sjöberg, youtube.com, abgerufen am 19. Dezember 2021